# Park Hotel Shanghai
La Park Hotel Shanghai (cinese semplificato: 国际 饭店; cinese tradizionale: 國際 飯店; pinyin: Guójì Fàndìan) è un grattacielo situato Shanghai, che ospita un hotel. Realizzato in stile Art Déco, si trova, fu l'edificio più alto in Asia dal suo completamento avvenuto nel 1934 fino al 1958.